# Język khowar
Język khowar (khowār, arniya, chitrali, chitrari, citrali, kashkari, khawar, patu, qashqari) – główny język Chitralu, z grupy wschodniej języków dardyjskich. Pełni funkcję języka handlowego w Chitralu.
W Pakistanie ma 313 tys. użytkowników (2016). W Indiach posługuje się nim ok. 19 tys. osób (2000).

## Dialekty
- północny khowar – będący podstawą języka standardowego
- południowy khowar
- wschodni khowar
- khowar doliny Swat

Podobieństwo między dialektami wynosi 86–98%.

## Pismo
Większość tekstów wywodzi się z tradycji ludowej i funkcjonuje od lat w formie ustnej. Język od pierwszej połowy XX wieku używa arabskiego pisma nasta'liq. Od lat 60. XX wieku bywał także zapisywany łacinką. Wybitnym badaczem i znawcą tego języka jest Badshah Munir Bukhari.